# طائر الجنية الزرقاء
الطيور الجن الزرقاء هي ثلاث أنواع صغيرة من الطيور الجواثم توجد في الغابات والمزارع في جنوب آسيا الاستوائية والفلبين. هي الأعضاء الوحيدة في جنس عَيْرَن وفصيلة العيرنيات، ويرتبطون بالإيورا وطيور الورق.
هذه طيور تشبه البلبل في الغابات المفتوجة أو الأشجار المنخفضة الشائكة، ولكن في حين أن هذه المجموعة تميل إلى أن تكون باهتة في اللون، فإن طيور الجن الزرقاء هي ثنائية الشكل جنسياً، حيث يتحول ريش الذكور إلى اللون الأزرق الداكن، بينما تكون الإناث خضراء باهتة.
قوتها الفواكه، وخاصة التين، وربما بعض الحشرات. تضع الإناث بيضتين إلى ثلاث بيضات في أعشاشها بالأشجار.
نداء طائر الجنية الزرقاء الآسيوية عبارة عن تغريدة رخمة ثنائية غروية.
كما توحي أسماءه، فإن طائر الجنية الزرقاء الآسيوي (I. puella) يوجد عبر جنوب آسيا، وطائر الجنية الزرقاء الفلبيني (I. cyanogastra) في ذلك الأرخبيل، و طائر الجنية الزقاء البالاواني (I. tweeddalii) في جزيرة بالاوان.